# 田嶋剛
田嶋 剛（たじま つよし、1969年 - ）は、鮎釣り師。プロアングラー。群馬県在住

## 概要
18歳から本格的に鮎の友釣りを始める。利根川、吾妻川、魚野川、等をホームグラウンドに自らの釣りに磨きをかける。荒瀬の中に住む大物のアユを釣る事を得意とし、鮎友釣りの競技会でも多くの出場経験と、上位入賞経験も多数持つマルチアングラーである。
著書に『DVDで覚える難しくないアユの友釣り』がある。
釣り専門番組、YouTube番組等多数出演経験を持つ。
現在は全国の河川を釣り歩き　難しくない鮎友釣りを提唱し、YouTubeにて鮎友釣りを解説し、全国で鮎釣り教室を行いながら、釣り場の環境問題にも積極的に取り組む。NFS副理事長、がまかつテクニカルインストラクター。

## スポンサー
- がまかつ

## 作品

### 出演番組
- フィッシングナウ
- フィッシングライフ（サンテレビ）
- フィッシング倶楽部（テレビ埼玉）
- G-World（釣りビジョン）
- フィッシングDAYS（テレビ大阪）

#### 書籍
- 田嶋剛『DVDで覚える難しくないアユの友釣り』海悠出版、2008年。ISBN 978-4391626568。
- 『別冊つり人シリーズ 鮎釣り2022』つり人社、2022年、12 - 13頁。ISBN 978-4864476188。

##### YouTube
- 田嶋剛のアユ釣り塾
- がま鮎パワースペシャル５ 球磨川編
- がま鮎 パワースペシャル５ 九頭竜川編
- シーズン終盤の球磨川で巨大アユに挑む！ - G WORLD